# Iván de la Peña
Iván de la Peña López (Santander, 6 mei 1976) is een voormalig Spaans voetballer die bij voorkeur op het middenveld speelde. In 2005 debuteerde hij in het Spaans voetbalelftal. De la Peña draagt de bijnamen El Pequeño/Petit Boeddha (De Kleine Boeddha) en Lo Pelat (De Kale), beide vanwege zijn kaalgeschoren hoofd.

## Clubvoetbal
De la Peña kwam in 1991 als jeugdspeler in de cantera (jeugdopleiding) van FC Barcelona. In 1994 won hij met Juvenil A, het hoogste jeugdelftal van de club, de Copa del Rey Juvenil ten koste van Real Madrid CF (2-1). In 1995 haalde Johan Cruijff de middenvelder bij het eerste elftal. De la Peña was in het seizoen 1996/97 samen met Ronaldo de dragende speler achter de winst van de Copa del Rey en de Europa Cup II. De la Peña raakte onder coach Louis van Gaal uit de gratie.
In 1998, kort na het veroveren van de Spaanse landstitel, vertrok hij daarom naar Lazio Roma. Daar mislukte De la Peña en weinig succesvolle uitleenperiodes bij Olympique Marseille (1999/00) en FC Barcelona (2000/01) volgden. In 2002 tekende De la Peña bij Espanyol. Daar werd hij de spelverdeler in het team dat in het seizoen 2004/05 de vijfde plaats behaalde in de Primera División en in 2006 de Copa del Rey veroverde. Hij speelde zijn laatste wedstrijd als profvoetballer op 22 mei 2011.

## Nationaal elftal
De la Peña speelde vijf interlands voor het Spaans nationaal elftal. In zijn eerste seizoenen als profvoetballer gold hij als een groot talent en een snelle entree in de nationale ploeg werd dan ook door veel mensen verwacht. Mede door zijn vroege vertrek naar het buitenland, kwam De la Peña in een mindere periode en zijn debuut als international bleef uit. Pas op 28-jarige leeftijd kwam hij voor het eerst bij de nationale selectie, naar aanleiding van zijn goede prestaties bij Espanyol. Zijn debuut maakte De la Peña op 9 februari 2005 tegen San Marino in de kwalificatie voor het WK 2006. De uitwedstrijd tegen San Marino op 13 oktober 2005 was de vijfde en laatste interland van de middenvelder. De la Peña nam met het Spaans olympisch voetbalelftal deel aan de Olympische Spelen in Atlanta, Verenigde Staten, waar de ploeg van bondscoach Javier Clemente in de kwartfinale met 4-0 verloor van Argentinië.

## Spelerstatistieken
| Seizoen | Club                         | Land               | Competitie         | Wedstrijden | Doelpunten |
| ------- | ---------------------------- | ------------------ | ------------------ | ----------- | ---------- |
| 1993/94 | FC Barcelona B               | Vlag van Spanje    | Segunda División A | 1           | 0          |
| 1994/95 | FC Barcelona B               | Vlag van Spanje    | Segunda División A | 31          | 4          |
| 1995/96 | FC Barcelona B               | Vlag van Spanje    | Segunda División A | 3           | 1          |
| 1995/96 | FC Barcelona                 | Vlag van Spanje    | Primera División   | 31          | 7          |
| 1996/97 | FC Barcelona                 | Vlag van Spanje    | Primera División   | 33          | 2          |
| 1997/98 | FC Barcelona                 | Vlag van Spanje    | Primera División   | 17          | 2          |
| 1998/99 | Lazio Roma                   | Vlag van Italië    | Serie A            | 15          | 0          |
| 1999/00 | → Olympique Marseille (huur) | Vlag van Frankrijk | Ligue 1            | 12          | 1          |
| 2000/01 | → FC Barcelona (huur)        | Vlag van Spanje    | Primera División   | 9           | 0          |
| 2001/02 | SS Lazio                     | Vlag van Italië    | Serie A            | 1           | 0          |
| 2002/03 | RCD Espanyol                 | Vlag van Spanje    | Primera División   | 29          | 0          |
| 2003/04 | RCD Espanyol                 | Vlag van Spanje    | Primera División   | 25          | 1          |
| 2004/05 | RCD Espanyol                 | Vlag van Spanje    | Primera División   | 29          | 3          |
| 2005/06 | RCD Espanyol                 | Vlag van Spanje    | Primera División   | 30          | 0          |
| 2006/07 | RCD Espanyol                 | Vlag van Spanje    | Primera División   | 26          | 0          |
| 2007/08 | RCD Espanyol                 | Vlag van Spanje    | Primera División   | 12          | 0          |
| 2008/09 | RCD Espanyol                 | Vlag van Spanje    | Primera División   | 22          | 4          |
| 2009/10 | RCD Espanyol                 | Vlag van Spanje    | Primera División   | 4           | 0          |
| 2010/11 | RCD Espanyol                 | Vlag van Spanje    | Primera División   | 2           | 0          |

## Erelijst
Barcelona
- Primera División: 1997/98
- Copa del Rey: 1996/97, 1997/98
- Supercopa de España: 1996
- UEFA Cup Winners' Cup: 1996/97
- UEFA Super Cup: 1997

 Lazio
- Supercoppa Italiana: 1998
- UEFA Cup Winners' Cup: 1998/99

 Espanyol
- Copa del Rey: 2005/06

Individueel
- Premio Don Balón – Nieuwkomer van het Jaar in de Primera División: 1995/96